# Brusno
Brusno (anche Brusno pri Banskej Bystrici, in tedesco Brußen, in ungherese Borosznó) è un comune della Slovacchia ubicato nel distretto di Banská Bystrica, facente parte della regione omonima.

## Storia
Il villaggio è citato per la prima volta nel 1424 quando qui si insediarono alcuni minatori tedeschi provenienti da Banská Bystrica.